# Revolution in Armenien 2018

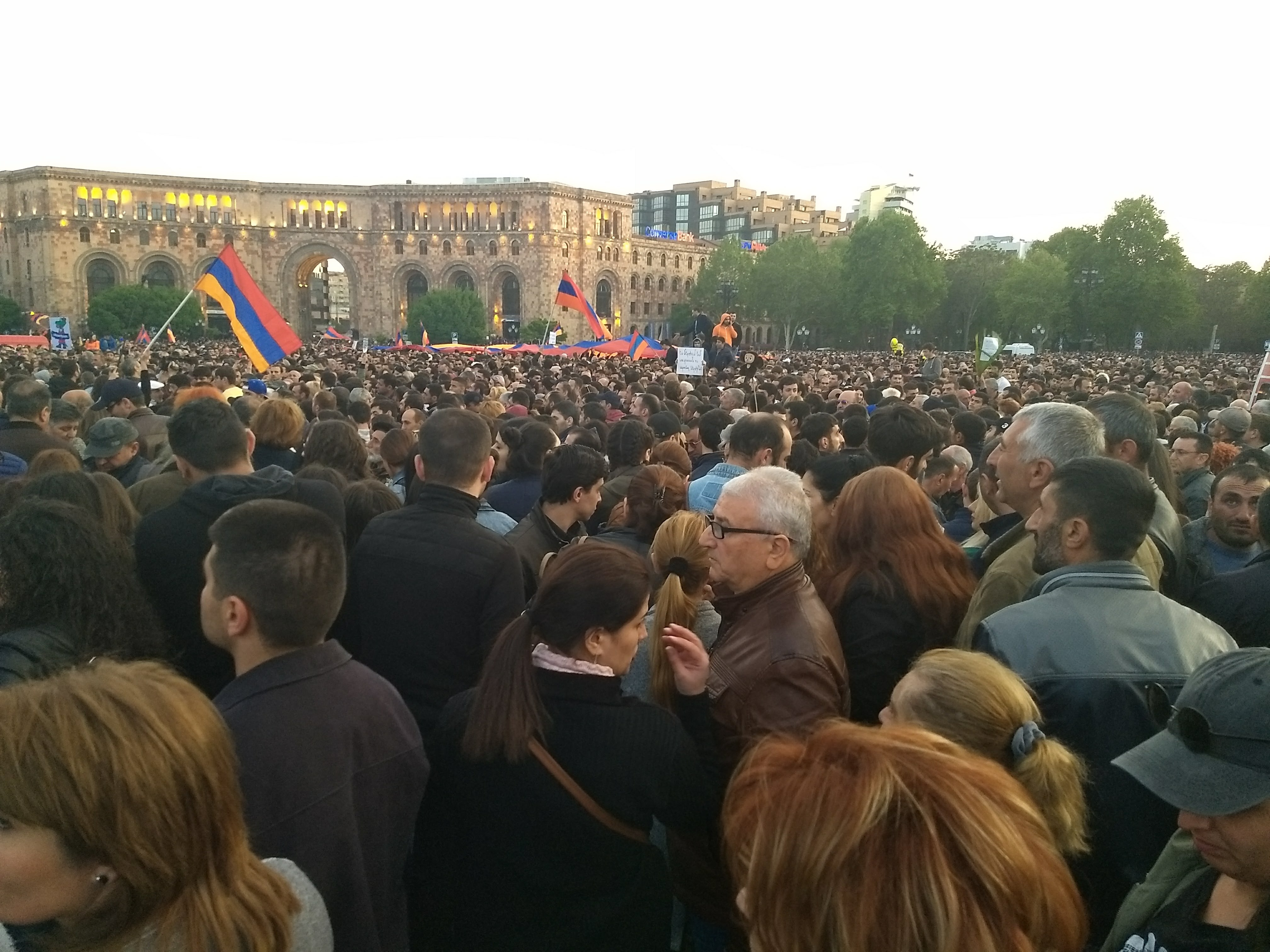
Proteste am Platz der Republik in Jerewan am 22. April 2018

Die Proteste in Armenien (auch Samtene Revolution genannt; armenisch: Թավշյա հեղափոխություն) fanden in der Hauptstadt Jerewan und weiteren Städten des Landes seit der Wahl Sersch Sargsjans zum Premierminister am 17. April 2018 statt und richteten sich gegen ihn und die regierende Republikanische Partei, denen die Demonstranten unter anderem vorwarfen, für Korruption und Vetternwirtschaft in Armenien verantwortlich zu sein. Anführer der Demonstrationen, an denen zum Teil mehrere Hunderttausende Menschen teilnahmen, war der Oppositionspolitiker und Parlamentsabgeordnete Nikol Paschinjan.
Am 23. April beugte sich Sargsjan den Protesten und reichte nach nur sechs Tagen seinen Rücktritt vom Amt des Premierministers ein. Daraufhin kam es landesweit zu Jubelkundgebungen.
Karen Karapetjan übernahm als stellvertretender Premierminister die Amtsgeschäfte, der 1. Wahlgang einer Neuwahl in der Nationalversammlung war am 1. Mai. Einziger Kandidat war Paschinjan, der jedoch nicht die erforderliche Mehrheit erhielt. Im zweiten Wahlgang am 8. Mai wurde er schließlich zum neuen Premierminister gewählt.
Die Demonstrationen gelten als die größten in einer Ex-Sowjetrepublik seit der EU-freundlichen Maidan-Bewegung in der Ukraine 2013/14 und als die größten in Armenien seit Ende der 1980er Jahre.

## Vorgeschichte

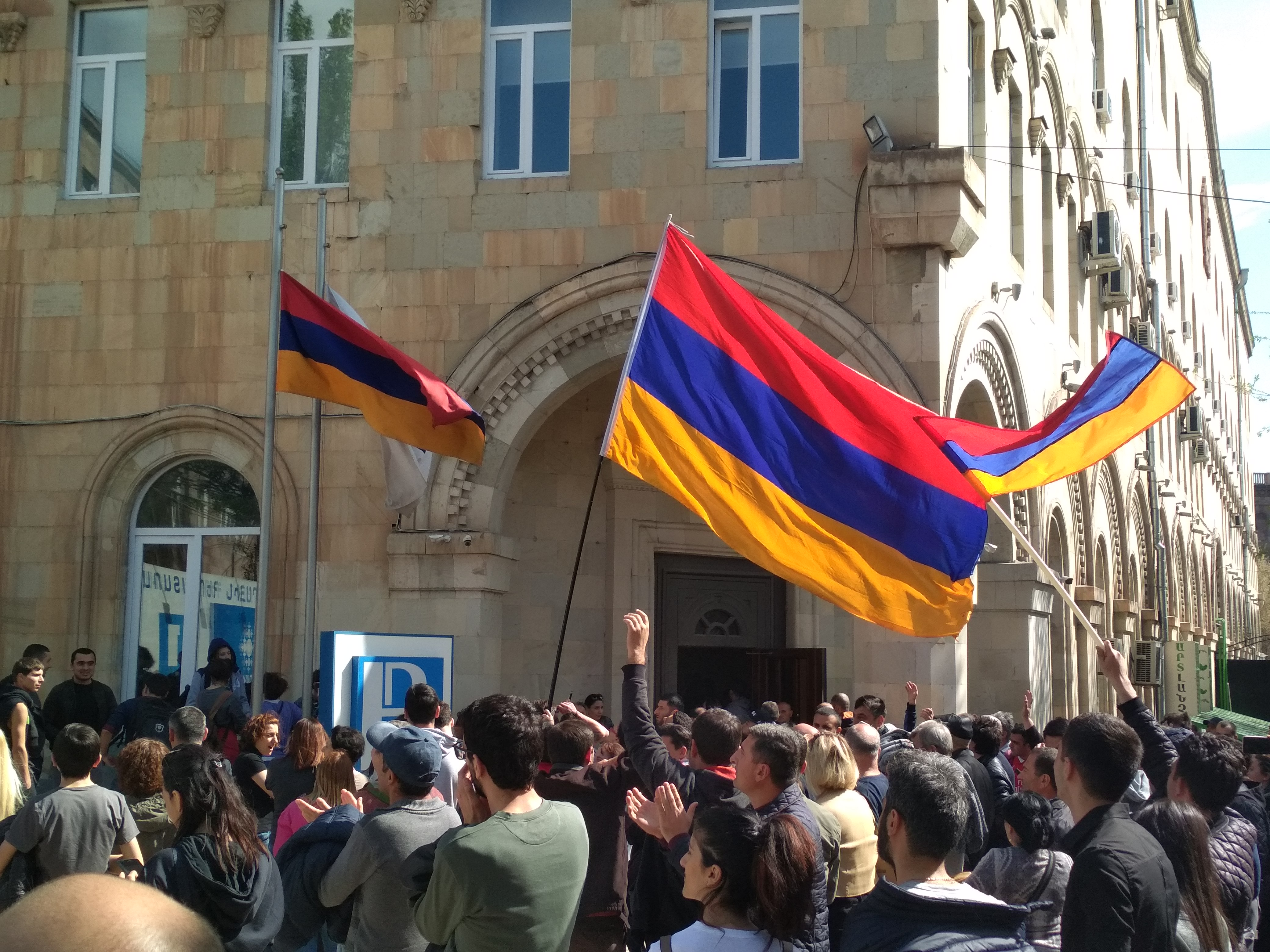
Demonstranten am 14. April

2015 begann in Armenien der Umbau des semi-präsidentiellen zu einem parlamentarischen System. Dadurch erhielt das Parlament größere Kompetenzen, demgegenüber verblieben dem Präsidenten vor allem repräsentative Aufgaben.
Sersch Sargsjan, der 2008 zum Staatspräsidenten gewählt worden war, durfte deshalb nach zwei Amtszeiten nicht erneut antreten. Sein Nachfolger Armen Sarkissjan wurde am 2. März 2018 von der Nationalversammlung gewählt und trat sein Amt am 9. April an.
Sargsjan wurde am 17. April 2018 Premierminister mit deutlich größeren Befugnissen als sein Vorgänger Karen Karapetjan, da durch die Verfassungsreform dieses Amt deutlich aufgewertet worden war. Noch im April 2014 hatte Sersch Sargsjan bei einem Treffen mit den Mitgliedern der Sonderkommission für die bevorstehenden Verfassungsänderungen ausgeschlossen, noch einmal für das Amt des Präsidenten oder für das Amt des Premierministers zu kandidieren.
Im März 2018 kam es zu ersten Protesten, nachdem die Führung der Republikanischen Partei nicht mehr ausgeschlossen hatte, Sargsjan für den Posten des Premierministers zu nominieren. Als die Partei ihn am 14. April offiziell nominieren wollte, blockierten Demonstranten die Parteizentrale, weshalb die Nominierung außerhalb Jerewans stattfinden musste.

## Demonstrationen und Rücktritt Sargsjans

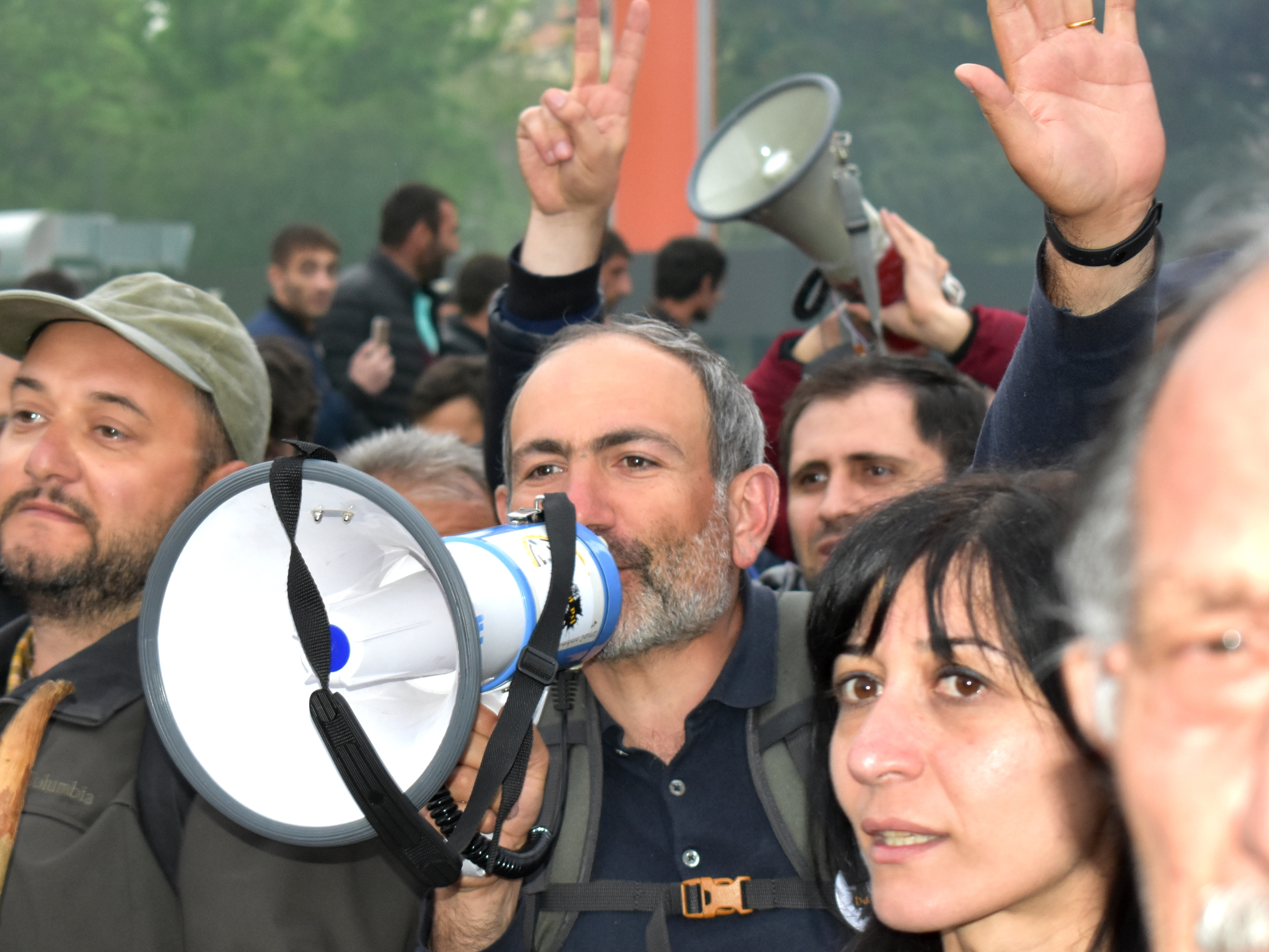
Der Anführer der Proteste, Nikol Paschinjan, am 13. April

Unter dem Motto Take a Step, Reject Serzh starteten am 16. April Aktionen des zivilen Ungehorsams. Einen Tag später, dem Tag der Wahl Sargsjans versuchten die Demonstranten, die Eingänge zum Gebäude der Nationalversammlung zu blockieren, um die Abstimmung zu verhindern. Die Polizei sorgte jedoch dafür, dass sie nicht zum Gebäude vordringen konnten.
Nach der Wahl des Premierministers weiteten sich die Proteste aus, obwohl es hunderte Festnahmen gegeben hatte. Am 21. April waren erstmals 50.000 Demonstranten in den Straßen Jerewans zusammengekommen, zugleich gab es Proteste auch in anderen Städten des Landes.
Der neue Premierminister forderte wiederholt den Führer der Protestbewegung, Nikol Paschinjan, zu Gesprächen auf, obwohl dieser gesagt hatte, er sei nur bereit, die Bedingungen des Rücktrittes des Premierministers zu diskutieren. Schließlich erklärte sich Paschinjan bereit, am 22. April um 10:00 Uhr mit dem Premierminister zusammenzutreffen, betonte aber auch, dass Sersch Sargsjans Rücktritt das Thema sei.

### 22. April – Zusammenkunft Paschinjan und Sargsjan und Festnahme Paschinjans
Das Treffen von Paschinjan und Sargsjan dauerte lediglich drei Minuten. Der Premierminister warnte die Demonstranten davor, dass sie „die Lehren aus dem 1. März“ nicht gelernt haben. Dies war ein Hinweis auf die 10 Demonstranten, die bei Protesten gegen seine Wahl 10 Jahre zuvor von der Polizei getötet worden waren, und wurde als offene Androhung von Gewalt verstanden.

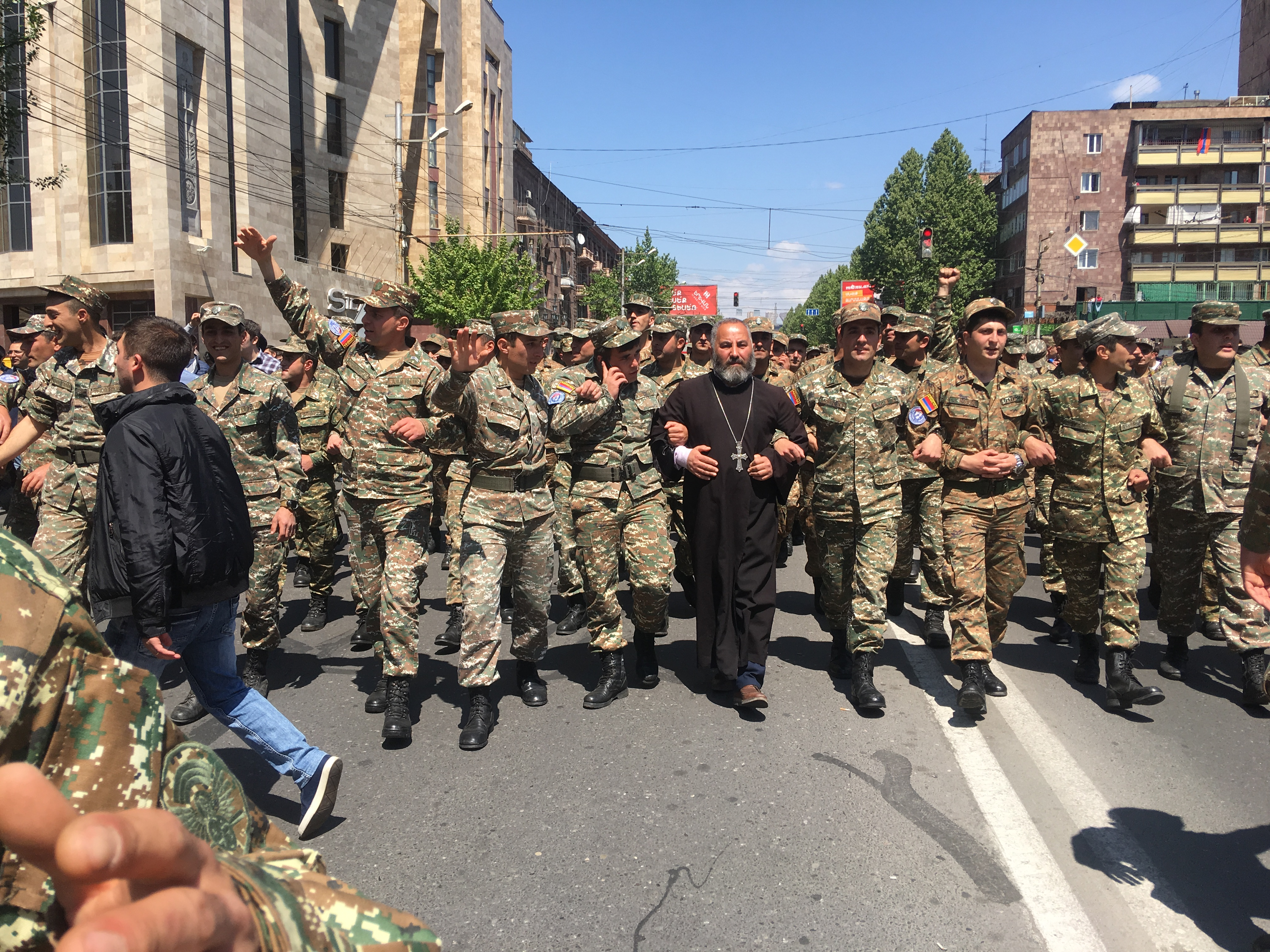
Soldaten beteiligen sich in Jerewan an den Protesten (23. April)

Nach dem Treffen wurden Paschinjan und die beiden Oppositionellen Sasun Mikaeljan und Ararat Mirsojan von der Polizei festgenommen. Am Abend kamen rund 115.000 Demonstranten zum Platz der Republik und forderten Sargsjans Rücktritt. Insgesamt gab es 232 Festnahmen.

### 23. April – Freilassung Paschinjans und Rücktritt Sargsjans
Laut Medienberichten beteiligten sich erstmals auch Soldaten der Armee an den Protesten, was später vom Verteidigungsministerium bestätigt wurde.
Um 15.00 Uhr wurde Paschinjan wieder freigelassen. Über seine Website teilte Premierminister Sersch Sargsjan um 16.30 Uhr mit, dass er vom Amt des Premierministers zurücktreten werde. Wörtlich erklärte er: „Ich hatte Unrecht, und Nikol Paschinjan hatte Recht.“ Vize-Premier Karen Karapetjan übernahm die Amtsgeschäfte.
Mehr als 200.000 Menschen, unter ihnen Polizisten und Soldaten, feierten in Jerewan und im ganzen Land Sargsjans Rücktritt als Sieg des Volkes.

## Forderung nach einem Premierminister Paschinjan
Am 24. April, dem Gedenktag für die Opfer des Völkermordes an den Armeniern, für den die Opposition bereits Großkundgebungen angekündigt hatte, versammelten sich wie jedes Jahr viele Armenier und zogen zur zentralen Gedenkstätte Zizernakaberd außerhalb Jerewans. Neben der Forderung nach internationaler Anerkennung des Genozids, vor allem durch die Türkei, forderten sie auch Neuwahlen des Parlaments und die Wahl Paschinjans zum Premierminister.

### 28. April – Offizielle Nominierung Paschinjans

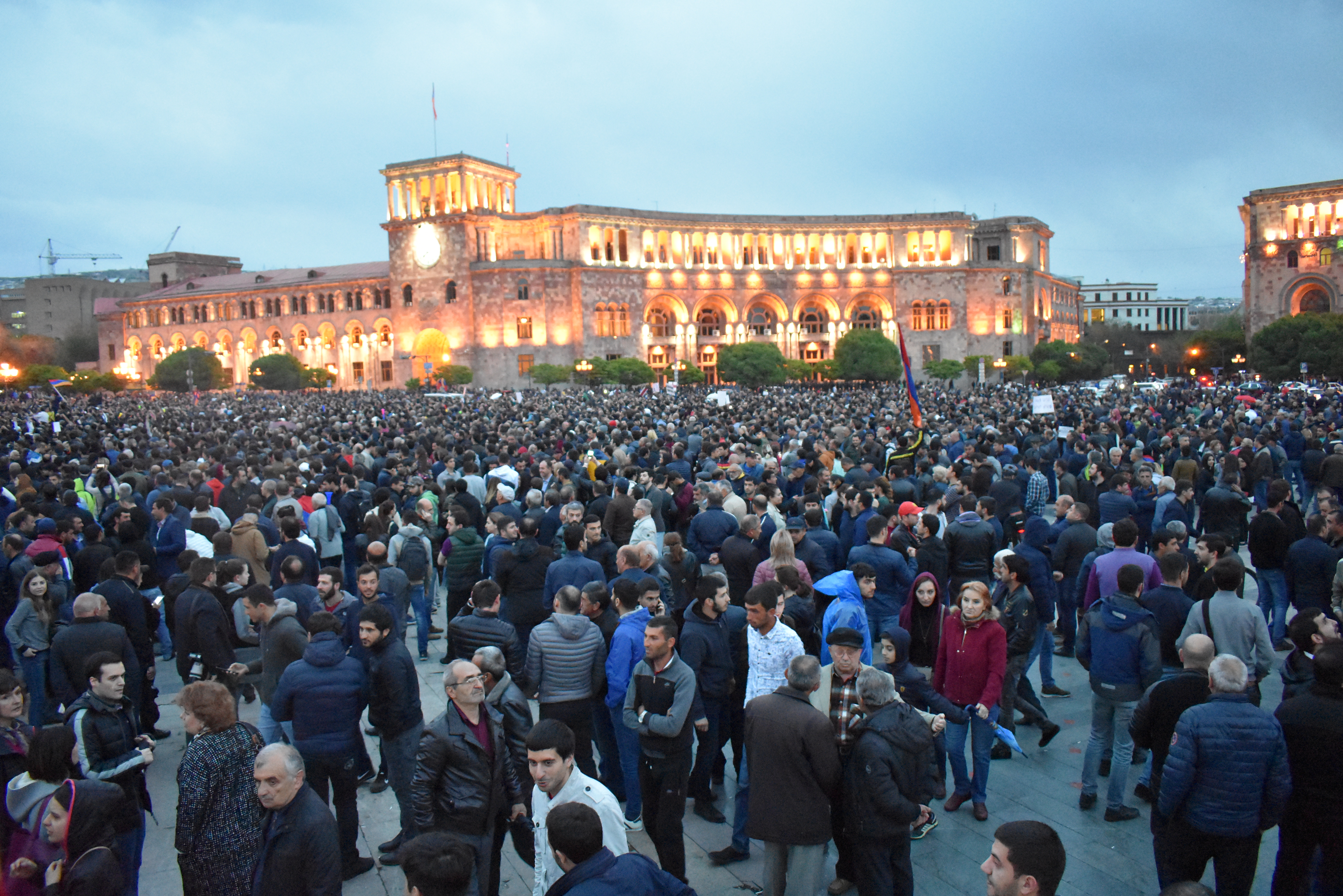
Großdemonstration am 20. April 2018 gegen den damaligen Ministerpräsidenten Sersch Sargsjan auf dem Platz der Republik in Jerewan

Die Oppositionsparteien im armenischen Parlament nominierten Nikol Paschinjan für die Wahl zum Premierminister, die von Parlamentspräsident Ara Bablojan für den 1. Mai terminiert wurde. Für eine Wahl benötigt er mindestens sechs Stimmen der Republikanischen Partei, die selber keinen eigenen Kandidaten aufstellen möchte, Paschinjan jedoch für „persönlich ungeeignet“ halte. Die Opposition kündigte an, so lange weiter zu demonstrieren, bis Paschinjan Premierminister ist.

### 1. Mai – Erster Versuch der Neuwahl des Premierministers
Mit großer Spannung wurde die Neuwahl des Premierministers erwartet, im ganzen Land versammelten sich rund 250.000 Anhänger des Oppositionsführers Nikol Paschinjan und verfolgten die Debatte im Parlament auf Großbildleinwänden oder in Cafés und Restaurants. Er erhielt 45 Stimmen, 55 Abgeordnete stimmten gegen ihn, womit die erforderliche Mehrheit von 53 Stimmen nicht erreicht wurde. Der 2. Wahlgang wurde für den 8. Mai angesetzt; sollte auch dann kein Kandidat eine Mehrheit erhalten, gäbe es Neuwahlen des Parlaments. Paschinjan rief seine Anhänger anschließend zu einem Generalstreik und weiteren Demonstrationen auf.

### 2. Mai – Fortsetzung der friedlichen Proteste
Im ganzen Land gab es weitere friedliche Aktionen des zivilen Ungehorsams und einen Generalstreik. Wichtige Straßen und Plätze in Jerewan wurden blockiert, außerdem die Zugänge zu Regierungsgebäuden und die Zufahrtsstraße zum internationalen Flughafen Swartnoz. Viele Eisenbahnen und die Metro in Jerewan fuhren nicht. An den Aktionen beteiligten sich erneut Soldaten in Uniform. Die Polizei versuchte vereinzelt, die Proteste aufzulösen, verzichtete jedoch auf Gewaltanwendung. Insgesamt blieb alles sehr ruhig, auch dort, wo die Blockade kilometerlange Fußmärsche zum Flughafen zur Folge hatte. Am Abend kamen rund 150.000 Anhänger zu einer Kundgebung am Platz der Republik, bei der Paschinjan erklärte, dass die Aktionen erfolgreich waren und die Republikanische Partei erklärt habe, ihn im nächsten Wahlgang zu unterstützen.

## Wahl Paschinjans zum Regierungschef

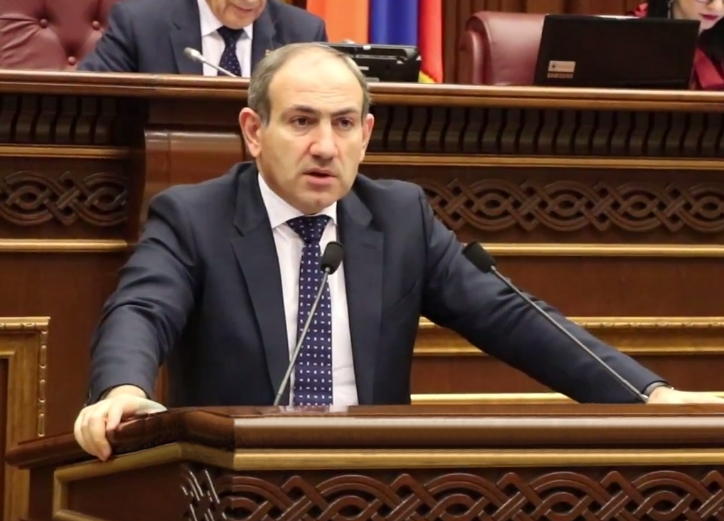
Nikol Paschinjan, seit dem 8. Mai 2018 Premierminister Armeniens

Am 8. Mai fand im Parlament der zweite Wahlgang statt. Bereits im Vorfeld hatte die Republikanische Partei angekündigt, Paschinjan zu unterstützen. Er erhielt 59 Stimmen, lediglich 42 Abgeordnete stimmten gegen ihn, womit die erforderliche Mehrheit erreicht wurde. Erneut kam es im ganzen Land zu Jubelkundgebungen.
Innerhalb von Tagen entließ Paschinjan den Nationalen Sicherheitschef und den Polizeichef.
Zwar hatte Paschinjan die Regierung umbilden können, musste aber weiterhin gegen eine Mehrheit seiner Gegner im Parlament regieren. Ganz im Gegensatz dazu gewann seine Partei Ende September in der Stadt Jerewan die Mehrheit im Rat der Stadt sowie auch deren Bürgermeisterposten. Anfang Oktober beschloss das 2017 gewählte Parlament eine Erschwerung der Auflösung der Nationalversammlung und somit von Neuwahlen. Erneut musste die Macht der Straße mobilisiert werden, um zumindest einen Teil des Parlaments zum Einlenken zu bewegen. Im Oktober 2018 gab Paschinjan seinen Rücktritt bekannt, um einen Anlass für Neuwahlen zu schaffen, welche Anfang November auf den 9. Dezember 2018 festgelegt wurden. Das Bündnis von Paschinjan errang bei einer Wahlbeteiligung von 49 Prozent eine Mehrheit von 70 Prozent.